# Cosmo (álbum de Ozuna)
Cosmo es el sexto álbum de estudio del cantante puertorriqueño Ozuna. Fue lanzado el viernes 17 de noviembre de 2023, a través de Aura Music y Sony Music Latin. El álbum cuenta con las colaboraciones de Chencho Corleone, Maldy, Sky Rompiendo, De La Ghetto, Anuel AA, Chris Jedi, David Guetta, Jhayco y Lito MC Cassidy.

## Antecedentes y lanzamiento
El 10 de noviembre de 2023, Ozuna anunció el título del álbum, su lista de canciones y la fecha de lanzamiento, programada para el 17 de noviembre.

## Sencillos
El álbum se promocionó con el lanzamiento de un sencillo y el primero de este titulado «El plan», que fue lanzado el 13 de noviembre de 2023. La canción cuenta con la colaboración del cantante compatriota Chencho Corleone y el productor colombiano Sky Rompiendo.
Un día antes del lanzamiento del álbum, se lanzó el segundo sencillo «Fenti», junto a su cantante compatriota Jhayco.
«Vocation», junto al DJ y productor francés David Guetta, fue lanzado como tercer sencillo en simultáneo con el álbum el 17 de noviembre de 2023.
El 21 de noviembre de 2023, se lanzó junto con su videoclip el cuarto sencillo «Made in Qatar».
El quinto sencillo «Clase azul», también se lanzó con su respectivo video musical el 13 de diciembre de 2023.

## Lista de canciones
| Lista de canciones de Cosmo |                                                      | |                                                      |          |  |
| N.º                         | Título                                               | Escritor(es) | Productor(es)                                        | Duración |  |
| 1.                          | «Made in Qatar»                                      | Juan Carlos Ozuna Rosado Sohaib Temssamani Takal Gonzalo Nuviala Pedruzo José Antonio Aponte Jesús Manuel Benitez Hiraldo Louis Jacoberger | SHB Nuviala Scar                                     | 2:31     |  |
| 2.                          | «Baccarat»                                           | Juan Carlos Ozuna Rosado Carlos Enrique Ortíz Rivera Juan G. Rivera Vázquez Orlando Aponte Ortíz Jesús Manuel Benitez Hiraldo | Chris Jedi Gaby Music                                | 3:18     |  |
| 3.                          | «El plan» (junto a Chencho Corleone y Sky Rompiendo) | Juan Carlos Ozuna Rosado Alejandro Ramírez Suárez Orlando Javier Valle Vega José Antonio Aponte Jesús Manuel Benitez Hiraldo Nicolás Jaña Galleguillos | Sky Rompiendo Taiko                                  | 3:47     |  |
| 4.                          | «Brabus» (junto a Maldy)                             | Juan Carlos Ozuna Rosado Edwin F. Vázquez Vega Alejandro Ramírez Suárez Jesús Manuel Benitez Hiraldo Nicolás Jaña Galleguillos | Sky Rompiendo Taiko                                  | 2:25     |  |
| 5.                          | «Clase azul»                                         | Juan Carlos Ozuna Rosado Andrés Jael Correa Ríos Elvin Jesús Roubert Rodríguez José Antonio Aponte Jesús Manuel Nieves Cortés Luis Ángel O'Neill Andrés Jese Gavillan Batista Gerald Oscar Jiménez | Botlok                                               | 3:29     |  |
| 6.                          | «Mar de lágrimas»                                    | Juan Carlos Ozuna Rosado Andrés Jael Correa Ríos Gerald Oscar Jiménez David Escobar Rivera José Antonio Aponte Rene A. Basabe Antonio Manuel Colón Rodríguez | DerBeat Ríos                                         | 2:55     |  |
| 7.                          | «A.B.C.»                                             | Juan Carlos Ozuna Rosado Alejandro Ramírez Suárez Andrés Jael Correa Ríos Gerald Oscar Jiménez Andrés David Restrepo | Sky Rompiendo                                        | 2:24     |  |
| 8.                          | «La chulita» (junto a De la Ghetto)                  | Juan Carlos Ozuna Rosado Rafael Castillo Torres Alejandro Ramírez Suárez José Antonio Aponte Marvin Hawkins Rodríguez | Sky Rompiendo DJ Maff                                | 3:28     |  |
| 9.                          | «Pa ti estoy» (junto a Anuel AA y Chris Jedi)        | Juan Carlos Ozuna Rosado Emmanuel Gazmey Santiago Carlos Enrique Ortíz Rivera Juan G. Rivera Vázquez José Antonio Aponte Nino Karlo Segarra | Chris Jedi Gaby Music                                | 3:27     |  |
| 10.                         | «Vocation» (junto a David Guetta)                    | David Guetta Juan Carlos Ozuna Rosado Yazid Rivera López David Sprecher Benjamín Falik Johnny Goldstein Andrés Jael Correa Ríos Max Borghetti Alejandro Robledo Valencia Lenin Yorney Palacios Machado Manuel Lorente Freire Gerald Oscar Jiménez Kevyn Mauricio Cruz Moreno Spread LOF/Noelle's Afikoman | David Guetta Johnny Goldstein Julia Lewis Yeti Beats | 3:05     |  |
| 11.                         | «La 65»                                              | Juan Carlos Ozuna Rosado Andrés Jael Correa Ríos Luis A. O'Neill Andrés David Restrepo Echavarría Sebastien Graux Eduardo Andrés Puche José Antonio Aponte | Chris Jedi Gaby Music                                | 2:11     |  |
| 12.                         | «Fenti» (junto a Jhayco)                             | Juan Carlos Ozuna Rosado Jesús Manuel Nieves Cortés Marcos Efraín Masís Michael Bryan Masís José Antonio Aponte | Tainy Mvsis                                          | 3:19     |  |
| 13.                         | «El pin»                                             | Juan Carlos Ozuna Rosado Andrés Jael Correa Ríos Gerald Oscar Jiménez Andrés David Restrepo Echavarría Johan Esteban Espinosa | Jowan                                                | 3:01     |  |
| 14.                         | «100 squats»                                         | Juan Carlos Ozuna Rosado Vladimir Felix Jean Pierre Soto José Antonio Aponte | DJ Blass Yampi                                       | 2:32     |  |
| 15.                         | «SM» (junto a Lito MC Cassidy)                       | Juan Carlos Ozuna Rosado Diego Fernando Caviedes Franco Rafael Sierra Pascual Jesús Manuel Benitez Hiraldo José Antonio Aponte | Kavy                                                 | 3:19     |  |
| 45:11                       |                                                      | |                                                      |          |  |

## Posicionamiento en listas
| Lista (2023)                         | Mejor posición |
| ------------------------------------ | -------------- |
| España (PROMUSICAE)                  | 7              |
| EE. UU. Billboard 200                | 116            |
| EE. UU. Top Latin Albums (Billboard) | 9              |